# Friedrich Müssemeier
Friedrich Müssemeier (* 1. März 1876 in Müssen; † 13. April 1957 in Wilhelmshorst) war ein deutscher Veterinärmediziner.

## Leben
Nach dem Abitur am Gymnasium Leopoldinum in Detmold studierte Müssemeier 1893–1897 Veterinärmedizin bis zur Approbation und Promotion an der Tierärztlichen Hochschule Hannover. Von 1897 bis 1900 arbeitete er als praktischer Tierarzt in Braunschweig und Halle/Saale. 1901–1902 diente er als Einjährig-Freiwilliger beim Train-Bataillon Nr. 19. 1902 legte er das Kreistierarztexamen in Berlin ab und wurde 1902–1903 Oberassistent an der Veterinärklinik der Universität Leipzig sowie 1905–1910 Kreistierarzt in Hoya und 1910–1914 in Hannover (Leitung des bakteriologischen Laboratoriums). 1914 wirkte er als Regierungs- und Veterinärrat und Referent für Veterinärwesen im Regierungsbezirk Potsdam. 1920 wurde er Ministerialbeamter mit Ernennung zum Vortragenden Rat im Preußischen Ministerium für Landwirtschaft, Domänen und Forsten, 1921 zugleich stellv., ab 1924 Vorsitzender des Preußischen Landesveterinäramtes. 1924 wirkte er als Ministerialdirigent und Abteilungsleiter Veterinärwesen im preußischen Ministerium. Ab 1930 war er Honorarprofessor für Veterinärpolizei an der Tierärztlichen Hochschule Berlin (ab 1934 der Friedrich-Wilhelms-Universität Berlin). Er dozierte dort immer ohne Hitlergruß. Am 1. April 1935 wurde er aus der preußischen Veterinärverwaltung zwar entlassen, weil „Reichstierärzteführer“ Friedrich Weber ihn ablöste, doch ab 1. Juni 1935 wurde der fachlich überlegene Müssemeier Direktor der Veterinärabteilung im Reichsgesundheitsamt und ständiger Vertreter im Internationalen Tierseuchenamt. 1941 leitete er die neue Unterabteilung im Reichsministeriums des Innern zur Verhütung und Bekämpfung der Tierseuchen.
1946 wurde er als Professor mit Lehrauftrag und 1947 ordentlicher Professor für Tierseuchenbekämpfung und Staatsveterinärwesen und Inhaber des Lehrstuhls Veterinärpolizei an der Universität Berlin berufen. Er übte den Lehrauftrag Staatsveterinärkunde bis 1957 aus.

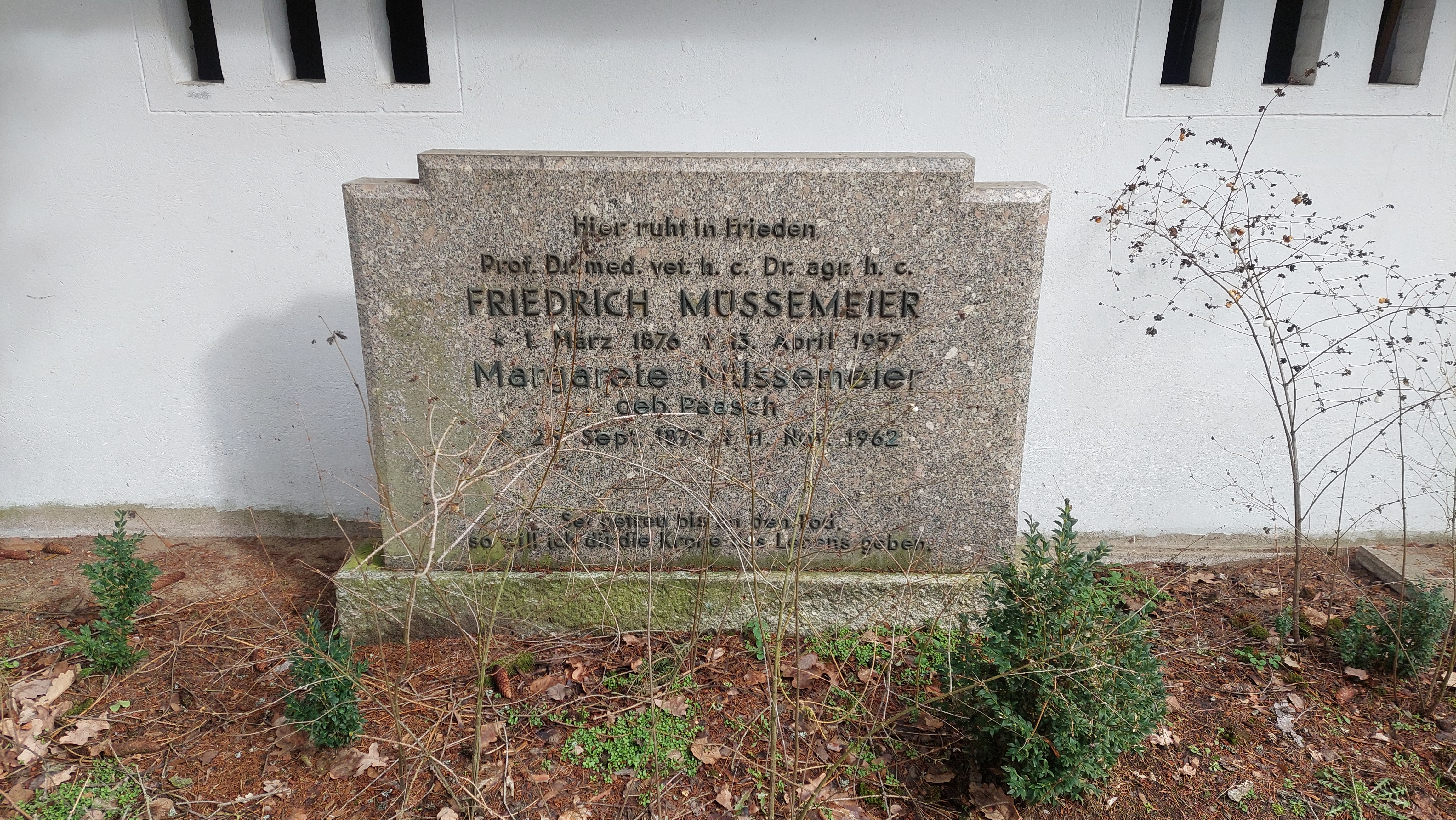
Grabstätte auf dem Friedhof in Wilhelmshorst

Müssemeier liegt auf dem Friedhof in Wilhelmshorst begraben.

## Ehrungen (Auswahl)
- 1914 Max-Eyth-Denkmünze in Silber der DLG
- 1925 Max-Eyth-Plakette
- 1925 Ehrendoktor an der TiHo Hannover
- 1939 Wahl zum Mitglied der Deutschen Akademie der Naturforscher Leopoldina[1]
- 1951 Ehrendoktor durch die Landwirtschaftlich-Gärtnerische Fakultät der Humboldt-Universität zu Berlin
- 1952 Wahl zum Mitglied der Deutschen Akademie der Landwirtschaftswissenschaften zu Berlin (DAL)[2], 1972 umbenannt in Akademie der Landwirtschaftswissenschaften der DDR (AdL)
- 1952 Nationalpreis der DDR II. Klasse für Wissenschaft und Technik
- 1956 Titel Hervorragender Wissenschaftler des Volkes.

## Schriften (Auswahl)
- Untersuchungen über die Beziehungen zwischen der Tuberkulose des Menschen und der Tiere. Mit Karl Dammann. Hannover : Schaper, 1905, 143 S.;
- Tierärztliche Gutachten abgegeben vom preußischen Landesveterinäramt. Berlin : Rich. Schoetz, 1930, 286 S.;
- Die Reichstierärzteordnung vom 3. April 1936 (RGBl. I, S. 347). Erläutert von Friedrich Müssemeier, München : Lehmann, 239 S.;
- Grundsätzliches zur Tierseuchenbekämpfung: Allgemeine Veterinärpolizei, Parey, Berlin-Hamburg 1957